# Прохор (линейный корабль, 1851)
«Прохор» — парусный линейный корабль Балтийского флота Российской империи, находившийся в составе флота с 1851 по 1863 год, участник Крымской войны. Во время несения службы до и после войны корабль принимал участие в практических плаваниях в Финском заливе, использовался как учебно-артиллерийский корабль, а также для испытания ракет конструкции генерал-майора К. И. Константинова.

## Описание корабля
Парусный 84-пушечный линейный корабль, водоизмещение корабля составляло 3526 тонн, длина между перпендикулярами — 59,8 метра, ширина c обшивкой — 15,7 метра, глубина интрюма — 7,2 метра, осадка 6,8 метра. Вооружение корабля состояло из 84 орудий, включавших семьдесят шесть 36-фунтовых и шесть 2-пудовых пушек.
Корабль был последним из трёх парусных линейных кораблей российского флота, носивших имя «Прохор». До этого одноимённые корабли строились также для Балтийского флота в 1788 и 1823 годах.

## История службы
Линейный корабль «Прохор» был заложен 15 (27) января 1848 года на стапеле Санкт-Петербургского Нового адмиралтейства и после спуска на воду 17 (29) апреля 1851 года вошёл в состав Балтийского флота России. Строительство вёл кораблестроитель подполковник Корпуса корабельных инженеров М. Н. Гринвальд в том же году произведённый в генерал-майоры.
В день спуска, несмотря на холодную погоду, все места, откуда мог быть виден спуск корабля: Английская набережная, набережная Васильевского острова, Благовещенский мост и специально оборудованные для наблюдения за спуском корабля по его левому борту места, к часу дня были заполнены зрителями. По правому борту находился почётный караул от Морского кадетского корпуса, штаб, генералы и офицеры, ожидавшие прибытия императора и членов императорской фамилии. Напротив здания Адмиралтейства на Неве стояли два военных люгера, яхта и пароход «Невка». В два часа дня прибыл император Николай I и, после исполнения командой корабля гимна «Боже, Царя храни!», был отдан приказ к началу спуска. Корпус корабля со стапеля в воду был спущен за 42 секунды, таким образом, его скорость во время спуска достигала 30 футов в секунду. Действие сопровождалось салютами с кораблей на Неве, музыкой и криками «Ура». Когда «Прохор» отошёл от места спуска, император со свитой на катерах отошли от пристани Адмиралтейства и объехали корабль кругом.
В кампании 1851 и 1853 годов в составе эскадр кораблей Балтийского флота принимал участие в практических плаваниях в Финском заливе и Балтийском море. В 1852 году командир корабля капитан 1-го ранга А. Р. Цебриков был награждён Святого Владимира IV степени.
Принимал участие в Крымской войне, в кампанию 1854 года в составе 3-й дивизии находился в готовности в Свеаборге. 29 октября (10 ноября) 1854 года на буксире пароходофрегата «Олаф» был приведён в Кронштадт, где находился до конца кампании 1855 года.
После войны в кампанию 1856 года принимал участие в практическом плавании в Финском заливе и Балтийском море, при этом 8 (20) июня 1856 года при подъеме корабельной шлюпки лопнули корабельные тали и один из матросов упал в воду. Мичман И. П. Плаксин спрыгнул за борт и спас матроса, за что был награждён медалью «За спасение погибающих». В следующем 1857 году вновь находился в практических плаваниях в Финском заливе и на Ревельском рейде. При этом в кампанию этого года командир корабля капитан 1-го ранга К. Н. Посьет был награждён орденом Святой Анны III степени.
С 1858 по 1861 год «Прохор», базируясь в Кронштадте, использовался в качестве учебно-артиллерийского корабля. Ежегодно в кампании этих лет переходил из Кронштадта на Ревельский рейд, где на нём проходили обучение комендоры и выполнялись учебные стрельбы. Помимо этого в кампанию 1860 года на корабле также проходили испытания ракет конструкции генерал-майора К. И. Константинова.
11 (23) сентября 1863 года линейный корабль «Прохор» был исключён из списков судов флота.

## Командиры корабля
Командирами линейного корабля «Прохор» в разное время служили:
- капитан 1-го ранга А. Р. Цебриков (1851—1853 годы)[11];
- капитан 2-го ранга, а с 6 (18) декабря 1853 года капитан 1-го ранга С. П. Бочечкаров (1853—1855 годы)[12];
- капитан 2-го ранга, а с 26 августа (7 сентября) 1856 года капитан 1-го ранга П. В. Воеводский (1856 год)[13];
- капитан 1-го ранга К. Н. Посьет (1857 год)[14];
- капитан 2-го ранга, а с 26 сентября (8 октября) 1858 года капитан 1-го ранга В .А. Римский-Корсаков (1858—1859 годы)[15].